# Odontestis striata
Odontestis striata är en fjärilsart som beskrevs av George Francis Hampson 1912. Odontestis striata ingår i släktet Odontestis och familjen trågspinnare. Inga underarter finns listade i Catalogue of Life.